# Amado Azar
Amado Azar (ur. 31 grudnia 1913 w Córdobie, zm. 11 kwietnia 1971) – argentyński bokser, srebrny medalista letnich igrzysk olimpijskich w Los Angeles w kategorii średniej.